# セックス調査団
『セックス調査団』（Investigating Sex）は、2001年のアメリカ映画。

## 概要
アンドレ・ブルトンの原作『性に関する探究（訳:野崎歓 白水社）』を『チューズ・ミー』、『モダーンズ』のアラン・ルドルフが監督と製作を務めたエロティック・コメディ。主演のニック・ノルティも製作に名を連ねている。日本ではR-18指定で公開された。

## 内容
デカダンなムード漂う1920年代末期を舞台に、愛人と別れたばかりの大学教授が、セックスについて、助手や若い女性を使って、真面目に議論やディスカッション重ねようとするが････。

## スタッフ
- 製作・監督・脚本：アラン・ルドルフ
- 製作：ニック・ノルティ、ジャナ・エデルバウム、フランク・ヒュブナー、グレッグ・シャピロ
- 製作総指揮：ゲルハルト・シュミット
- 原作：アンドレ・ブルトン
- 脚本：マイケル・ヘンリー・ウィルソン
- 撮影：フロリアン・バルハウス
- 音楽：ウルフ・スコスベルグ

## キャスト
- ニック・ノルティ：ファルド
- ダーモット・マローニー：エドガー
- ネーヴ・キャンベル：アリス
- ロビン・タニー：ゾエ
- ジェレミー・デイヴィス：オスカー
- ティル・シュヴァイガー：モンティ
- ジュリー・デルピー：クロエ
- アラン・カミング：	セヴィ
- チューズデイ・ウェルド：サーシャ
- ジョン・ライト：ピーター